# Brett Camerota
Brett Camerota (* 9. Januar 1985 in Salt Lake City) ist ein ehemaliger US-amerikanischer Nordischer Kombinierer.

## Werdegang
Camerota, der für den Park City Nordic Ski Club an den Start geht, gab sein internationales Debüt 2002 im B-Weltcup. Bei der Junioren-Weltmeisterschaft 2003 im schwedischen Sollefteå erreichte er im Sprint den 29. und im Gundersen den 21. Platz. Mit dem Team erreichte er im Massenstartwettbewerb den 7. Platz. Ein jahr später in Stryn konnte er diese Ergebnisse nicht mehr erzielen. Auch bei der Junioren-Weltmeisterschaft 2005 in Rovaniemi verpasste er die Ergebnisse von 2003 deutlich. Nachdem er seine Ergebnisse im B-Weltcup anschließend in Richtung der besten zehn verbesserte, gab er am 29. Januar 2006 sein Debüt im Weltcup der Nordischen Kombination. Bei den Olympischen Winterspielen 2006 ging er trotz fehlender Top-Ergebnisse an den Start und belegte im Gundersen den 38. Platz. Nach den Spielen startete er erneut im B-Weltcup, bevor er um den Jahreswechsel 2006/07 wieder im Weltcup an den Start ging. Dabei erreichte er mehrere Platzierungen in den Punkterängen, weshalb er die Saison am Ende auf dem 50. Platz der Gesamtwertung beendete. Bei den Nordischen Skiweltmeisterschaften 2007 in Sapporo erreichte Camerota im Gundersen den 31. Platz. Zwei Jahre später bei den Weltmeisterschaften 2009 in Liberec kam Camerota nur auf den 54. Platz. In der Saison 2009/10 konnte er nur selten gute Ergebnisse erzielen. Trotz dessen gehörte er zum Kader für die Olympischen Winterspiele 2010 in Vancouver. Dabei gewann er gemeinsam mit Todd Lodwick, Johnny Spillane und Bill Demong im Teamwettbewerb die Silbermedaille. Im Einzel von der Normalschanze erreichte Camerota den 36. Platz. Die Saison 2009/10 beendete er auf dem 56. Platz der Weltcup-Gesamtwertung.
Camerota erklärte 2011 sein Karriereende im aktiven Sport.

## Erfolge

### Weltcup-Statistik
Die Tabelle zeigt die erreichten Platzierungen im Einzelnen.
- Platz 1.–3.: Anzahl der Podiumsplatzierungen
- Top 10: Anzahl der Platzierungen unter den ersten zehn
- Punkteränge: Anzahl der Platzierungen innerhalb der Punkteränge
- Starts: Anzahl gelaufener Rennen in der jeweiligen Disziplin

| Platzierung         | Einzel a | Sprint | Massenstart | Team   | Team    | Gesamt |
| Platzierung         | Einzel a | Sprint | Massenstart | Sprint | Staffel | Gesamt |
| ------------------- | -------- | ------ | ----------- | ------ | ------- | ------ |
| 1. Platz            |          |        |             |        |         |        |
| 2. Platz            |          |        |             |        |         |        |
| 3. Platz            |          |        |             |        |         |        |
| Top 10              |          |        |             |        | 1       | 1      |
| Punkteränge         | 5        |        |             |        | 2       | 7      |
| Starts              | 20       | 1      | 2           |        | 2       | 25     |
| Stand: Karriereende |          |        |             |        |         |        |

## Privates
Brett Camerota ist der Zwillingsbruder des Kombinierers Eric Camerota.